# Goya/Beste Filmmusik

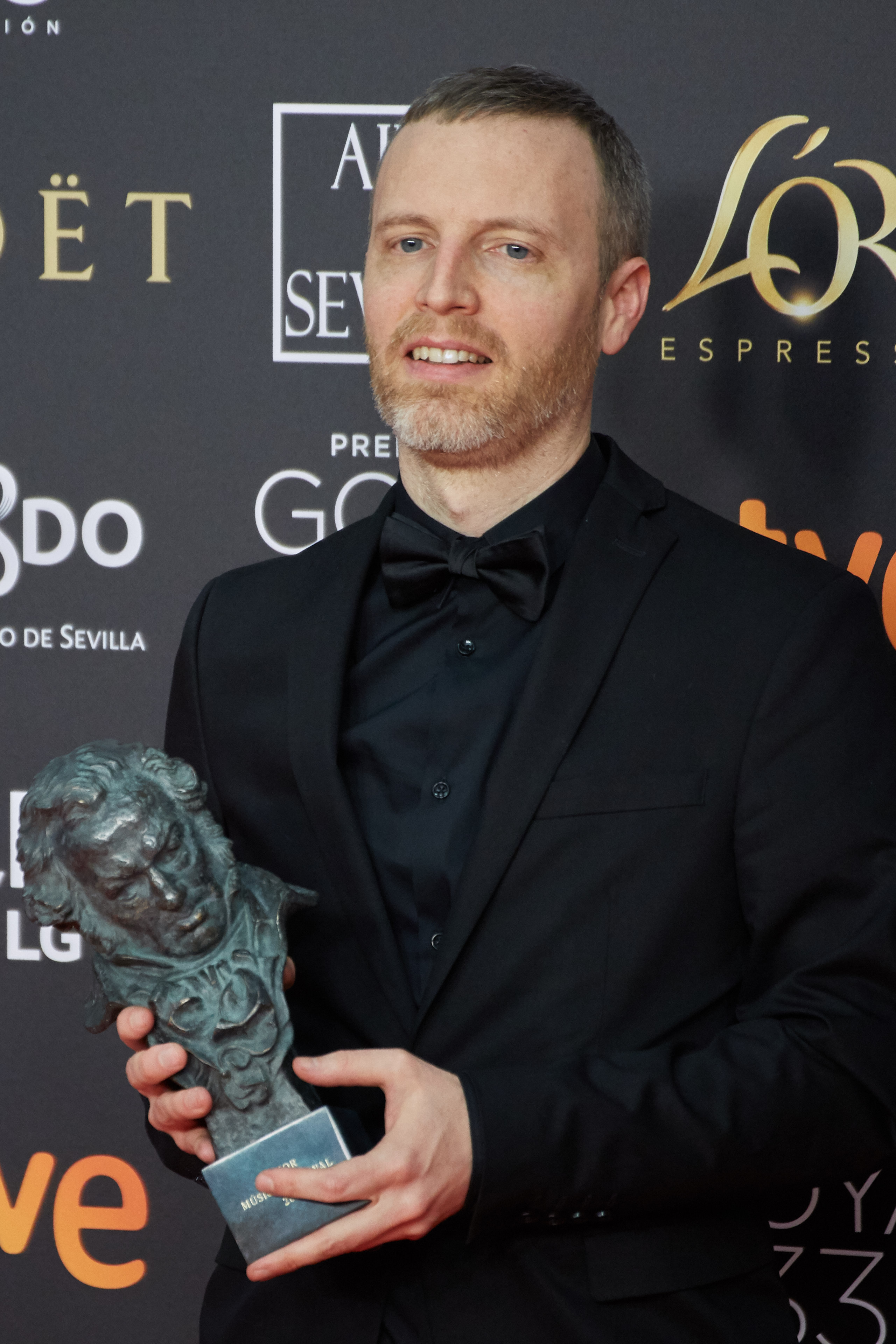
Der Preisträger von 2019 und 2023: Olivier Arson

Gewinner und Nominierte für den spanischen Filmpreis Goya in der Kategorie Beste Filmmusik (Mejor música original) seit der ersten Verleihung im Jahr 1987. Ausgezeichnet werden die besten Filmkomponisten einheimischer Filmproduktionen (auch spanische Koproduktionen) des jeweils vergangenen Jahres.
Bisher konnten vier Frauen in dieser Kategorie gewinnen: Eva Gancedo (1998 für La buena estrella), Maite Arroitajauregi und Aránzazu Calleja (zusammen 2021 für Tanz der Unschuldigen) sowie Zeltia Montes (2022 für Der perfekte Chef).
| Statistik                          | Name             | Anzahl | Jahr |
| ---------------------------------- | ---------------- | ------ | --- |
| Häufigste Auszeichnungen           | Alberto Iglesias | 12     | 1994, 1997, 1999, 2000, 2002, 2003, 2007, 2010, 2011, 2012, 2020, 2025                                                       |
| Häufigste Nominierungen (* = Sieg) | Alberto Iglesias | 19     | 1993, 1994*, 1997*, 1999*, 2000*, 2002*, 2003*, 2007*, 2009, 2010*, 2011*, 2012*, 2016, 2017, 2018, 2019, 2020*, 2022, 2025* |
| Häufigste Nominierungen (* = Sieg) | Roque Baños      | 11     | 2001, 2003, 2005, 2006, 2007, 2008*, 2009*, 2010, 2011, 2015, 2021                                                           |
| Häufigste Nominierungen (* = Sieg) | José Nieto       | 10     | 1988*, 1990, 1991*, 1992*, 1993*, 1994, 1995*, 1997, 2001*, 2002                                                             |
| Häufigste Nominierungen ohne Sieg  | Alejandro Massó  | 4      | 1989 (2×), 1991, 1992 |

Die unten aufgeführten Filme werden mit ihrem deutschen Verleihtitel (sofern vorhanden) angegeben, danach folgt in Klammern in kursiver Schrift der spanische Originaltitel.

## 1980er Jahre
1987
Milladoiro – Die Hälfte des Himmels (La mitad del cielo)
- Emilio Arrieta – El disputado voto del Sr. Cayo
- Xavier Montsalvatge – Dragon Rapide

1988
José Nieto – El bosque animado
- Raúl Alcover – Los invitados
- Milladoiro – Divinas palabras

1989
Carmelo A. Bernaola – Pasodoble
- Bernardo Bonezzi – Frauen am Rande des Nervenzusammenbruchs (Mujeres al borde de un ataque de nervios)
- Alejandro Massó – El Dorado – Gier nach Gold (El Dorado)
- Alejandro Massó – Remando al viento
- Lalo Shifrin – Berlin Blues (Berlín Blues)

## 1990er Jahre
1990
Paco de Lucía – Montoyas y Tarantos
- Antoine Duhamel – Twisted Obsession (El sueño del mono loco)
- José Nieto – Esquilache
- Pata Negra – Bajarse al moro
- Gregorio García Segura – Die Dinge der Liebe (Las cosas del querer)

1991
José Nieto – Lo más natural
- Alejandro Massó – Ay Carmela! – Lied der Freiheit (¡Ay, Carmela!)
- Ennio Morricone – Fessle mich! (¡Átame!)

1992
José Nieto – Der verblüffte König (El rey pasmado)
- Bernardo Bonezzi – Todo por la pasta
- Alejandro Massó – Don Juan en los infiernos

1993
José Nieto – The Fencing Master (El maestro de esgrima)
- Alberto Iglesias – Kühe (Vacas)
- Antoine Duhamel – Belle Epoque (Belle epoque)

1994
Alberto Iglesias – Das rote Eichhörnchen (La ardilla roja)
- José Nieto – Intruso
- Manolo Tena – ¿Por qué lo llaman amor cuando quieren decir sexo?

1995
José Nieto – Im Sog der Leidenschaft (La pasión turca)
- Manuel Balboa – Canción de cuna
- Suso Sáiz – El detective y la muerte

1996
Bernardo Bonezzi – Nadie hablará de nosotras cuando hayamos muerto
- Carles Cases – El perquè de tot plegat
- Battista Lena – El día de la bestia

1997
Alberto Iglesias – Tierra
- Ángel Illarramendi – El último viaje de Robert Ryland
- José Nieto – El perro del hortelano

1998
Eva Gancedo – La buena estrella
- Simon Boswell – Perdita Durango
- José Manuel Pagán – Tic Tac

1999
Alberto Iglesias – Die Liebenden des Polarkreises (Los amantes del círculo polar)
- Juan Bardem – Los años bárbaros
- Antoine Duhamel – Das Mädchen deiner Träume (La niña de tus ojos)
- Pedro Guerra – Mararía

## 2000er Jahre
2000
Alberto Iglesias – Alles über meine Mutter (Todo sobre mi madre)
- Alejandro Amenábar – La lengua de las mariposas
- Ángel Illarramendi – Zeit der Rückkehr (Cuando vuelvas a mi lado)
- Antonio Meliveo – Solas

2001
José Nieto – Sé quién eres
- Roque Baños – Allein unter Nachbarn – La comunidad (La comunidad)
- Antonio Meliveo – Plenilunio
- Najwa Nimri, Carlos Jean und Nacho Mastretta – Asfalto – Kalter Asphalt (Asfalto)

2002
Alberto Iglesias – Lucia und der Sex (Lucía y el sexo)
- Alejandro Amenábar – The Others
- Bernardo Bonezzi – Sin noticias de Dios
- José Nieto – Juana la Loca

2003
Alberto Iglesias – Sprich mit ihr (Hable con ella)
- Roque Baños – 800 Bullets (800 balas)
- Juan Bardem und Andy Chango – A mi madre le gustan las mujeres
- Víctor Reyes – Jenseits der Erinnerung (En la ciudad sin límites)

2004
Juan Bardem – Al sur de Granada
- Pablo Cervantes – Hotel Danubio
- Juan Carlos Cuello – Valentín
- Santi Vega – Eyengui, el Dios del sueño

2005
Alejandro Amenábar – Das Meer in mir (Mar adentro)
- Roque Baños – Der Maschinist (El maquinista)
- Ángel Illarramendi – Héctor
- Sergio Moure – Inconscientes

2006
Juan Antonio Leyva, José Luis Garrido, Equis Alfonso, Dayan Abad, Descemer Bueno, Kiki Ferrer und Kelvis Ochoa – Havanna Blues (Habana Blues)
- Roque Baños – Fragile (Frágiles)
- Pablo Cervantes – Ninette
- Eva Gancedo – La noche del hermano

2007
Alberto Iglesias – Volver – Zurückkehren (Volver)
- Roque Baños – Alatriste
- Lluís Llach – Salvador – Kampf um die Freiheit (Salvador (Puig Antich))
- Javier Navarrete – Pans Labyrinth (El laberinto del fauno)

2008
Roque Baños – Las 13 rosas
- Mikel Salas – Bajo las estrellas
- Fernando Velázquez – Das Waisenhaus (El orfanato)
- Carles Cases – Oviedo Express

2009
Roque Baños – Oxford Murders (The Oxford Murders)
- Lucio Godoy – Los girasoles ciegos
- Alberto Iglesias – Che – Revolución (Che – Part One: The Argentine)
- Bingen Mendizábal – El juego del ahorcado

## 2010er Jahre
2010
Alberto Iglesias – Zerrissene Umarmungen (Los abrazos rotos)
- Roque Baños – Zelle 211 – Der Knastaufstand (Celda 211)
- Federico Jusid – In ihren Augen (El secreto de sus ojos)
- Dario Marianelli – Agora – Die Säulen des Himmels (Agora)

2011
Alberto Iglesias – Und dann der Regen (También la lluvia)
- Roque Baños – Mad Circus – Eine Ballade von Liebe und Tod (Balada triste de trompeta)
- Gustavo Santaolalla – Biutiful
- Víctor Reyes – Buried – Lebend begraben (Buried)

2012
Alberto Iglesias – Die Haut, in der ich wohne (La piel que habito)
- Mario de Benito – No habrá paz para los malvados
- Evgueni Galperine und Sacha Galperine – Eva
- Lucio Godoy – Blackthorn

2013
Alfonso Vilallonga – Blancanieves
- Julio de la Rosa – Kings of the City (Grupo 7)
- Álex Martínez und Zacarías M. de la Riva – Tad Stones – Der verlorene Jäger des Schatzes! (Las aventuras de Tadeo Jones)
- Fernando Velázquez – The Impossible (Lo imposible)

2014
Pat Metheny – Vivir es fácil con los ojos cerrados
- Emilio Aragón – A Night in Old Mexico
- Óscar Navarro – La mula
- Joan Valent – Die Hexen von Zugarramurdi (Las brujas de Zugarramurdi)

2015
Julio de la Rosa – La isla mínima – Mörderland (La isla mínima)
- Roque Baños –  El Niño – Jagd vor Gibraltar (El Niño)
- Pascal Gaigne – Loreak
- Gustavo Santaolalla – Wild Tales – Jeder dreht mal durch! (Relatos salvajes)

2016
Lucas Vidal – Nobody Wants the Night (Nadie quiere la noche)
- Alberto Iglesias – Ma Ma – Der Ursprung der Liebe (Ma Ma)
- Shigeru Umebayashi – La novia
- Santi Vega – El teatro del más allá: Chavín de Huántar

2017
Fernando Velázquez – Sieben Minuten nach Mitternacht (A Monster Calls)
- Pascal Gaigne – El Olivo – Der Olivenbaum (El Olivo)
- Alberto Iglesias – Julieta
- Julio de la Rosa – Paesa – Der Mann mit den tausend Gesichtern (El hombre de las mil caras)

2018
Pascal Gaigne – Handia
- Alberto Iglesias – Das Komplott – Verrat auf höchster Ebene (La cordillera)
- Eugenio Mira – Verónica – Spiel mit dem Teufel (Verònica)
- Alfonso de Vilallonga – Der Buchladen der Florence Green (The Bookshop)

2019
Olivier Arson – Macht des Geldes (El reino)
- Xavi Font und Manuel Riveiro – Gun City (La sombra de la ley)
- Alberto Iglesias – Yuli
- Iván Palomares – En las estrellas

## 2020er Jahre
2020
Alberto Iglesias – Leid und Herrlichkeit (Dolor y gloria)
- Alejandro Amenábar – Mientras dure la guerra
- Arturo Cardelús – Buñuel im Labyrinth der Schildkröten (Buñuel en el laberinto de las tortugas)
- Pascal Gaigne – Der endlose Graben (La trinchera infinita)

2021
Maite Arroitajauregi und Aránzazu Calleja – Tanz der Unschuldigen (Akelarre)
- Roque Baños – Adú
- Federico Jusid – El verano que vivimos
- Bingen Mendizábal und Koldo Uriarte – Baby

2022
Zeltia Montes – Der perfekte Chef (El buen patrón)
- Fatima Al Qadiri – La Abuela – Sie wartet auf Dich (La abuela)
- Arnau Bataller – Mediterráneo
- Alberto Iglesias – Maixabel – Eine Geschichte von Liebe, Zorn und Hoffnung (Maixabel)

2023
Olivier Arson – As bestas
- Maite Arroitajauregi und Aránzazu Calleja – Irati – Age of Gods and Monsters (Irati)
- Julio de la Rosa – Modelo 77
- Iván Palomares – Wie ein Tanz auf Glas (Las niñas de cristal)
- Fernando Velázquez – Los renglones torcidos de Dios

2024
Michael Giacchino – Die Schneegesellschaft (La sociedad de la nieve)
- Natasha Arizu – Der Lehrer, der uns das Meer versprach (El maestro que prometió el mar)
- Arnau Bataller – La paradoja de Antares
- Andrea Motis – Saben aquell
- Alfonso de Vilallonga – Robot Dreams

2025
Alberto Iglesias – The Room Next Door
- Arnau Bataller – El 47
- Arturo Cardelús – Dragonkeeper
- Sergio de la Puente – Verano en diciembre
- Fernando Velázquez – La infiltrada